# راي ناغل
راي ناغل (بالإنجليزية: Ray Nagel)‏ هو لاعب كرة قدم أمريكية أمريكي، ولد في 18 مايو 1927 في ديترويت في الولايات المتحدة، وتوفي في 15 يناير 2015.

## وصلات خارجية
- راي ناغل على موقع مرجع كرة القدم المحترفة.كوم (الإنجليزية)